# Een gestolde herinnering
Een gestolde herinnering (1990) is een gedenkteken in de Nederlandse stad Middelburg, in de provincie Zeeland.

## Achtergrond
In 1990, een halve eeuw na de Duitse aanval op Nederland, werden op Walcheren vijf oorlogsmonumenten geplaatst in opdracht van de stichting Monumenten Walcheren 40-45. Initiatiefnemer was M.C. Verburg, lid van de Raad van State, die het idee naar voren bracht bij een herdenking in 1986 van 40 jaar droogmaking van Walcheren. Naast de heer Verburg hadden onder anderen de burgemeesters van de betreffende gemeenten en de dijkgraaf van het Waterschap Walcheren zitting in de stichting. Vier van de monumenten herinneren aan de inundatie van Walcheren in oktober 1944, waarbij dijken door de geallieerden werden gebombardeerd om Walcheren onder water te zetten en zo de positie van de bezetters te verzwakken. Deze monumenten werden gemaakt door Mari Boeyen (inundatiemonument Vlissingen), David van de Kop (inundatiemonument Veere), Steef Roothaan (inundatiemonument Ritthem) en Rudi van de Wint (inundatiemonument Westkapelle). 
Sigurður Guðmundsson ontwierp het vijfde monument, dat herinnert aan het bombardement op Middelburg op 17 mei 1940. Het bestaat uit een granieten zuil, geplaatst op een voetstuk. Aan de achterzijde is een halfronde bronzen vorm geplaatst.   Het monument werd op 17 mei 1990 onthuld door prinses Juliana. Guðmundsson omschreef het ontwerp als volgt: 

HERINNERING
MIJN WERK IS NIET EEN WEERGAVE VAN
EEN GEBEURTENIS DIE IK ERVAREN HEB.

ZOVEEL HEB IK NIET MEEGEMAAKT.

MIJN WERK IS NIET EEN BEELDENDE VERTALING
VAN DOOR MIJ VERGAARDE KENNIS.

ZOVEEL WEET IK NIET.

MIJN WERK IS EEN PERSOONLIJKE HERINNERING
AAN IETS WAT IK NIET HEB MEEGEMAAKT.

MIJN WERK WIL EEN GESTOLDE HERINNERING ZIJN
WAARIN DE GEBEURTENISSEN ZICHZELF KUNNEN

HERINNEREN.

De gemeente heeft een plaatje op het monument geplaatst dat verwijst naar het "Duitse bombardement", er is echter discussie over wie verantwoordelijk is voor de rampdag. Guðmundsson wilde geen suggestieve informatie op het monument en heeft de gemeente gevraagd het tekstplaatje te vervangen.